# Skala FLACC
Skala FLACC – skala behawioralna i narzędzie oceny nasilenia bólu u małych dzieci i niemowląt lub dzieci bez kontaktu. Pierwotnie przeznaczona dla dzieci w wieku od 2 miesięcy do 7 lat. Ocenie podlega pięć parametrów (wyraz twarzy, ułożenie nóg, aktywność, płacz i możliwość ukojenia), których cząstkowe wyniki (od 0 do 2 punktów) są sumowane dając łączny wynik od 0 (brak bólu) do 10 (najsilniejszy ból). Wartość powyżej 3 punktów sugeruje konieczność podania leków przeciwbólowych. Nazwa skali pochodzi od pierwszych liter nazw ocenianych kategorii w języku angielskim. Skala nie uwzględnia parametrów życiowych i nie wskazuje przyczyny obserwowanego zachowania dziecka.
| Kategoria          | Kategoria       | Ocena                                                 | Ocena                                                                           | Ocena                                   |
| Kategoria          | Kategoria       | 0                                                     | 1                                                                               | 2                                       |
| ------------------ | --------------- | ----------------------------------------------------- | ------------------------------------------------------------------------------- | --------------------------------------- |
| Wyraz twarzy       | (Face)          | Buzia bez szczególnego wyrazu twarzy lub uśmiechnięta | Okresowe grymasy, marszczenie brwi, markotna, niezainteresowana                 | Częste lub stałe grymasy, drżąca bródka |
| Ułożenie nóg       | (Legs)          | Swobodne, zrelaksowane                                | Niespokojne, napięte                                                            | Kopanie, podciąganie nóg                |
| Aktywność          | (Activity)      | Leży cicho w normalnej pozycji, łatwo się porusza     | Wierci się, przesuwa do przodu/tyłu, napięty                                    | Wygina się, sztywnieje, szarpie się     |
| Płacz              | (Cry)           | Nie płacze                                            | Popłakuje, jęczy, kwili                                                         | Płacze cały czas, łka lub krzyczy       |
| Możliwość ukojenia | (Consolability) | Spokojne i zadowolone                                 | Daje się uspokoić głaskaniem, przytulaniem, mówieniem do niego, ale niespokojne | Trudno utulić                           |